# Kelamangalam
Kelamangalam là một thị xã panchayat của quận Dharmapuri thuộc bang Tamil Nadu, Ấn Độ.

## Địa lý
Kelamangalam có vị trí 12°36′B 77°51′Đ / 12,6°B 77,85°Đ Nó có độ cao trung bình là 810 mét (2657 feet).

## Nhân khẩu
Theo điều tra dân số năm 2001 của Ấn Độ, Kelamangalam có dân số 10.994 người. Phái nam chiếm 51% tổng số dân và phái nữ chiếm 49%. Kelamangalam có tỷ lệ 61% biết đọc biết viết, cao hơn tỷ lệ trung bình toàn quốc là 59,5%: tỷ lệ cho phái nam là 67%, và tỷ lệ cho phái nữ là 55%. Tại Kelamangalam, 15% dân số nhỏ hơn 6 tuổi.